# Любински окръг
Любински окръг (на полски: Powiat lubiński) е окръг в Югозападна Полша, Долносилезко войводство. Заема площ от 711,62 км2. Административен център е град Любин.

## География
Окръгът се намира в историческата област Долна Силезия. Разположен е в северната част на войводството.

## Население
Населението на окръга възлиза на 106 966 души (2012 г.). Гъстотата е 150 души/км2.

## Административно деление
Административно окръгът е разделен на 4 общини.
Градска община:
- Любин

Градско-селска община:
- Община Шчинава

Селски общини:
- Община Любин
- Община Рудна

## Фотогалерия
- Любин
- Шчинава